# 阿利·威利斯
阿利·威利斯（英語：Allee Willis，1947年11月10日—2019年12月24日），女，美国詞曲作家。她为《老友记》创作主题曲，凭借《比佛利警探》和《紫色》配乐两获得格莱美奖。

## 生平
1947年生于密歇根州底特律，父母是犹太人。她从小就为摩城的音乐氛围着迷，经常坐在摩城唱片公司录音室外的草坪上，聆听音乐的节奏。后来毕业于威斯康星大学麦迪逊分校新闻学专业，1969年移居纽约，入职哥伦比亚唱片公司，做文案工作。
不久，她开始进行词曲创作。1974年，发行了自己的第一张也是唯一一张专辑《童星》，然而却销售惨淡。她曾一度放弃了制作。但是，这张专辑却引起了邦妮·雷特的兴趣，并翻唱了其中的一首曲子。在搬到洛杉矶后，从1977年开始在A＆M唱片公司工作，专门从事词曲创作。经朋友介绍，她与球風火乐队的莫里斯·懷特相识。她创作了《九月》和《布吉仙境》，后来成为该乐队经典歌曲之一。
她与葛蕾蒂絲·奈特與種子合唱團、佩蒂·拉貝爾、辛蒂·羅波等表演艺术家合作，为他们创作歌曲。此外，她还《老友记》创作主题曲《为你我会在那里》。她凭借《比佛利警探》和百老汇音乐剧《紫色》配乐两次获得格莱美奖。
2019年12月24日因心搏停止在洛杉矶去世。

## 荣誉

### 格莱美奖
| 年份 | 獲提名         | 獎項                 | 結果 |
| ---- | -------------- | -------------------- | ---- |
| 1986 | 《比佛利警探》 | 最佳影视原创音乐专辑 | 獲獎 |
| 2006 | 《紫色》       | 最佳音乐剧专辑       | 提名 |
| 2016 | 《紫色》       | 最佳音乐剧专辑       | 獲獎 |

### 托尼獎
| 年份 | 奖项类别   | 作品     | 结果 |
| ---- | ---------- | -------- | ---- |
| 2006 | 原创乐谱奖 | 《紫色》 | 提名 |

### 艾美奖
| 年份 | 奖项类别                         | 作品       | 结果 |
| ---- | -------------------------------- | ---------- | ---- |
| 1995 | 黄金时段艾美奖最佳原创主题音乐奖 | 《老友记》 | 提名 |